# Década de 1520
Séculos: (Século XV - Século XVI - Século XVII)
Décadas: 1470 1480 1490 1500 1510 - 1520 - 1530 1540 1550 1560 1570
Anos: 1520 - 1521 - 1522 - 1523 - 1524 - 1525 - 1526 - 1527 - 1528 - 1529
Eventos
1521/1522 - Chegada dos portugueses às terras brasileiras.